# Brandval
Brandval  is een plaats in fylke Innlandet in het oosten van Noorwegen. Het dorp ligt 20 kilometer ten noorden van Kongsvinger. In het verleden was Brandval een zelfstandige gemeente, sinds 1964 is het deel van  de gemeente Kongsvinger.
Het dorp ligt aan beide zijden van de Glomma. De delen worden verbonden door een hangbrug over de rivier. Aan de oostoever staat de kerk uit 1651. Het station aan de spoorlijn Kongsvinger - Elverum uit 1912 is al jaren gesloten voor personenvervoer.